# 预苯酸
预苯酸（英語：Prephenic acid）是莽草酸途径的一种中间体，用于芳香族氨基酸（仅苯丙氨酸和酪氨酸，色氨酸的合成不经过预苯酸）以及许多次生代谢产物的生物合成。
预苯酸的生物合成由分支酸通过 [3,3]-σ克莱森重排生成。